# Марриотт, Стив
Стив Марриотт (англ. Stephen Peter Marriott; 30 января 1947[…], парк манор, Большой Лондон — 20 апреля 1991, Arkesden, Эссекс) — британский вокалист, гитарист, автор песен и фронтмен двух заметных рок-групп Small Faces и Humble Pie.
В поздние годы жизни Марриотт дистанцировался от мейнстримовой музыкальной индустрии и отвернулся от крупных звукозаписывающих лейблов, предпочитая оставаться в относительной безвестности. Он вернулся к своим музыкальным корням, играя в местных пабах и клубах вокруг Лондона и Эссекса.
Марриотт был введен посмертно в Зал славы рок-н-ролла в 2012 году в качестве участника Small Faces.
20 апреля 1991 года Стив Марриотт погиб при пожаре, начавшемся от непотушенной сигареты, в собственном доме в Арксдене, графство Эссекс.